# Povej mi, Silvija
Povej mi, Silvija je ljubezenski roman slovenske pisateljice Romane Berni. 
Knjiga je izšla leta 2005 v Ljubljani. Spremno besedo je napisal Iztok Vrhovec. 

## Vsebina
Glavna junakinja je Silvija, dekle, ki jo je kruta izkušnja z njenim fantom Evgenom, prisilila v to, da se izogiba navidez uglajenim fantom. Preteklost, ki jo je preživela z njim, je pustila globoke rane v njenem življenju. Njen odnos do moških se popolnoma spremeni, odloči se, da jim ne bo nikoli več zaupala in nikomur več ne želi razkriti svojih čustev, saj jo postane strah, da se bo njena preteklost ponovila. Potem pa spozna Brina, ki je zaradi svoje šarmantnosti vedno obkrožen z dekleti. Njega pa te ne zanimajo. Zaljubi se v Silvijo, a ona ga vztrajno odklanja. Toda zaljubljeni Brin vztraja in se na vse mogoče načine trudi pridobiti njeno naklonjenost.  
Zgodba, ki je polna doživetij, hkrati pa nam sproža stalna vprašanja o tem ali bo Silvija zmožna spet ljubiti, nam ne pusti, da knjigo pred njenim koncem izpustimo iz rok.

## Izdaje in prevodi
Prva izdaja iz leta 2005. (COBISS)